# Cycloramphus lithomimeticus
Cycloramphus lithomimeticus é uma espécie de anfíbio da família Cycloramphidae. Endêmica do Brasil, pode ser encontrada apenas no município de Itaguaí, no estado do Rio de Janeiro.